# Ljudevit Gaj
Pour les articles homonymes, voir Gaj.
Ljudevit Gaj, né le 8 août 1809 à Krapina et mort le 20 avril 1872 à Zagreb, est un linguiste, politicien, journaliste et écrivain croate d'origine germano-slovaque. Il est l'instigateur principal du renouveau national croate (ou mouvement illyrien) qui aspire à la création d'un État unique pour tous les Slaves du Sud. Il sera avec le Serbe Vuk Stefanović Karadžić l'un des linguistes qui imposera le chtokavien comme langue standard des Croates et des Serbes.
En 1830, à Buda, il imprime le livre Kratka osnova horvatsko-slavenskog pravopisanja (Abrégé d'orthographe croate-slave), qui était alors le premier livre d'orthographe croate (après les travaux d'Ignjat Ðurdević et de Pavao Ritter Vitezović). Le livre est bilingue croate-allemand. Les Croates utilisaient alors déjà l'alphabet latin, mais certains des sons spécifiques n'ont pas été uniformément représentés.
Gaj a suivi l'exemple de Pavao Ritter Vitezović pour l'orthographe tchèque, utilisant une lettre latine pour chaque son dans la langue (orthographe « phonétique »). Il utilise aussi des diacritiques et les digrammes lj et nj.
Le livre a rendu célèbre Gaj dans tout le pays. D'un seul coup, il est devenu le leader de jeunes intellectuels doués, menés par les mêmes idées de la langue croate et du peuple. Mais c'est en 1834 qu'il devint un véritable leader, en réussissant là où, quinze ans avant, Ðuro Matija Sporer avait échoué : obtenir la permission du gouvernement royal des Habsbourg d'imprimer un quotidien croate.
Finalement, le 6 janvier 1835, le Novine Horvatske (les Nouvelles croates) paraît et le 10 janvier, se complète d'un supplément littéraire, Danica Horvatska, Slavonska je Dalmatinska (le quotidien slavon, croate et dalmate). La littérature croate obtenait dès lors droit de cité.
Les Novine Horvatske ont été imprimées dans le dialecte kaïkavien jusqu'à la fin de la même année, tandis que Danica était imprimé dans le même temps à la fois en chtokavien et kaïkavien.
Au début de 1836 les noms des publications furent changés respectivement en Ilirske narodne novine (les Nouvelles du peuple illyrien) et en Danica ilirska (L'aurore illyrienne), deux organes soutenus par Vienne, et, par conséquent, indirectement contre le nationalisme hongrois. Ce fut une étape de plus dans la compréhension de l'idée de Gaj que les parties du sud du Royaume d'Autriche-Hongrie étaient proprement illyriennes (en réalité, d'un point de vue technique, elles étaient slaves).
L'accord de Vienne, signé en 1850, et dans lequel des intellectuels serbes, croates et slovène s'entendent pour unifier la langue serbo-croate sur la base du chtokavien est l'aboutissement de ce mouvement, sans toutefois que Ljudevit Gaj y soit présent.
À côté de l'idéologue politique, organisateur et leader de la réforme, Ljudevit Gaj était un auteur. La poésie la plus populaire de ce temps était « Jos Horvatska ni propala » (« la Croatie n'a pas encore tout perdu »), écrite en 1833.
C'est grâce à Gaj que l'alphabet latin est aujourd'hui utilisé en bosniaque. L'alphabet utilisé en croate a aussi été nommé gajica ou gajica croate d'après lui.